# Baltic Journal of Art History
Le Baltic Journal of Art History (Revue Balte d'Histoire de l'Art) est une revue savante internationale d'histoire de l'art. 
C'est une publication officielle du département d'Histoire de l'Art de l'Institut d'Histoire et d'Archéologie de l'université de Tartu éditée par University of Tartu Press qui se concentre sur les sujets relatifs à l'art dans les Pays baltes des temps anciens à aujourd'hui
Les articles font l’objet d’une évaluation par les pairs et sont publiés en anglais et en allemand avec des résumés en estonien.
La revue est disponible en libre accès au moyen du système Open Journal Systems (OJS).

## Résumés and indexation
Les contenus de la revue sont résumés et indexés sur les bases de données Emerging Sources Citation Index et Scopus.